# 고생자낭균속
고생자낭균속(Archaeorhizomyces)은 외자낭균아문에 속하는 자낭균류 속의 하나이다. 고생자낭균강 (Archaeorhizomycetes), 고생자낭균목(Archaeorhizomycetales), 고생자낭균과(Archaeorhizomycetaceae)의 유일속이다. 이 균류 강은 안나 조슬링(Anna Rosling)이 2011년에 처음 기술했다. 전 세계에 분포하며, 토양과 뿌리 주변에서 발견된다.

## 분류
- 고생자낭균강 (Archaeorhizomycetes)
  - 고생자낭균목 (Archaeorhizomycetales)
    - 고생자낭균과 (Archaeorhizomycetaceae)
      - 고생자낭균속 (Archaeorhizomyces)
        - Archaeorhizomyces finlayi